# 第四政党制 (アメリカ合衆国)
第四政党制（だいよんせいとうせい、英: Fourth Party System）は、政治学者や歴史学者が使う政治モデルであり、アメリカ合衆国に存在した政党制の中でおおまかに1896年から1932年までを画するものである。この時代の大半は共和党が支配したが、1912年の大統領選挙で党内が分裂したために民主党に政権を奪われ、8年間ホワイトハウスを明け渡したのが例外となった。歴史学ではこの時代を「進歩主義の時代」と呼び慣わしている。その概念は1960年にE・Eシャッツシュナイダーが「1896年システム」と呼んで紹介され、1960年代半ばに政治学者によって多くのスキームが付け加えられた。
第四政党制に先立つ第三政党制では、南北戦争とそれに続くレコンストラクションの時代が焦点であり、奴隷制度と金融の問題が議論されたが、第四政党制では中心的な問題が転換されてきたことが特徴である。この時代は1893年の厳しい不況に始まり、1896年アメリカ合衆国大統領選挙では特に際だった緊張関係があった。その後の大きな潮流としては進歩主義の時代、第一次世界大戦、世界恐慌の始まりと続いた。世界恐慌によって政党の支配構造が再編され、第五政党制に移った。それは民主党がニューディール政策連衡を形成し、1960年代まで支配を続ける時代となった。
国内の中心課題は、鉄道や大企業（トラスト）の政府による規制、保護関税、労働組合の役割、年少労働者、新しい銀行制度の必要性、党利が関わる汚職、予備選挙、上院議員の直接選挙、人種分離政策、政府の効率、女性参政権、および移民の制御があった。外交政策としては、1898年の米西戦争、帝国主義（バナナ戦争）、ドル外交、メキシコ革命、第一次世界大戦および国際連盟の設立があった。この時代を率いた人物としては、ウィリアム・マッキンリー、セオドア・ルーズベルトおよびウッドロウ・ウィルソンの各大統領と、3度大統領候補として出馬したが当選を果たさなかったウィリアム・ジェニングス・ブライアンがいた。

## 第四政党制の始まり
この時代は1894年から1896年に掛けての政党再編で始まった。1896年アメリカ合衆国大統領選挙で共和党のウィリアム・マッキンリーがウィリアム・ジェニングス・ブライアンとその民主党に大勝し、さらに1900年の選挙でも再選された。企業は自信を取り戻し、長い繁栄の時代を開始させ、第三政党制の問題と人物の大半を一掃させた。有権者の投票動向に大した変化は無かったが、幾らかの再編が行われ、工業の発達したアメリカ合衆国北東部では共和党が支配し、南部との境界州でも共和党が新しい力を得た。これらのことで進歩主義運動への道が開け、新しい考え方と新しい政治課題が生まれてきた。

## 経済の潮流

### 一人当たり実質国内総生産の推移
| 年   | 一人当たり実質国内総生産 |
| ---- | ------------------------ |
| 1892 | 104                      |
| 1896 | 100                      |
| 1900 | 114                      |
| 1904 | 121                      |
| 1908 | 119                      |
| 1912 | 139                      |
| 1916 | 145                      |
| 1920 | 147                      |
| 1924 | 164                      |
| 1928 | 173                      |
| 1932 | 133                      |

## 進歩的改革
選挙の資金集めに新しいルールが適用されたことに警告を受けた進歩主義者は、党のボスと実業界の腐敗した結びつきに（マクレイカーと呼ばれたジャーナリストによる）調査と暴露を始めた。新法と憲法の修正によって予備選挙を導入し、上院議員も選挙で直接選ばれるようにしたことで、党ボスの力を弱めた。セオドア・ルーズベルトは政府に対する企業の影響力についての関心を増していった。ウィリアム・タフトが関税と保護貿易問題に関して事業家寄りの保守派とあまりに馴れ合いとなった時に、セオドア・ルーズベルトはその旧友および党と袂を分かった。ルーズベルトは1912年の共和党指名大会でタフトに敗れた後、新しく「ブルムース」進歩党を起こし、自ら第3政党候補者として出馬した。共和党が割れたために民主党のウッドロウ・ウィルソンが大統領に当選し、事業家寄りの保守派がそのまま共和党の支配勢力になった。共和党は1920年の選挙でウォレン・ハーディングを、1924年の選挙ではカルヴィン・クーリッジを候補に立てて当選させた。1928年の選挙では、象徴的な保守派であるハーバート・フーバーが第四政党制最後の大統領になった。世界恐慌が国内の楽観論に冷水を浴びせ、共和党のチャンスを潰した。長期的な展望を持ったアル・スミスが1928年に有権者の再編、いわゆる新連衡を始め、少数民族や大都市に基盤を置き、第四政党制の階級の無い政治を終わらせ、第五政党制すなわちフランクリン・ルーズベルトによるニューディール政策連衡の先駆けとなった。ある政治学者が「1896年の選挙が第四政党制を始めさせた。...（しかし）北東部の改革者アル・スミスを1928年に大統領候補に指名するのを待つまでもなく、民主党は都市部、ブルーカラーおよびカトリック教徒の有権者を取り込み、これらが後のニューディール政策連衡の核となり、また第四政党制の時代を特徴づけていた最小の階級分化というパターンを変えさせた。」と説明している。1932年、民主党のフランクリン・ルーズベルト候補が地滑り的勝利を果たし、それ以降の第五政党制を支配するニューディール政策連衡に繋がることになった。

## 女性参政権とフェミニズム
歴史家のグスタフソンは、1880年代から1920までに女性が政党におけるその役割を活発に定義づけたとしている。女性は伝統的に無党派と見られ、概して共和党と民主党にとっては補助的な役割を形成していた。1912年に進歩党が結成されたことで、女性に平等権を要求する機会が生まれた。進歩党の支持者ジェーン・アダムズは公然と女性の党派心を提唱した。1912年に進歩党が大統領選挙で落選した後、女性は二大政党における補助関係の形成を続けた。1920年以後、党内の女性にとって政党との一体性と権力が問題として追及された。女性参政権論者の関心は投票権の重視から、政界を浄化し、教育に対する政策を進めることに重点が移されていった。女性参政権運動は第一次世界大戦の間に力を掴み、終戦時には投票権を獲得したので、その流れが大きく変化していた。

## 禁酒法
第一次世界大戦以前の時代に、国内の進歩的政治の中で、禁酒の問題が中心的な課題となった。これには宗教と民族的な問題が絡んでいた。最も敬虔なプロテスタントは社会的問題の解決策として禁酒を提唱する「ドライ」派だった。これにはメソジスト、会衆派教会、信徒教会、バプテスト、長老派教会、クエーカー、およびスカンディナヴィア系ルーテル教会が入っていた。飲酒を許容する「ウェット」派には、米国聖公会、アイルランド系カトリック教会、ドイツ系ルーテル派およびドイツ系カトリック教会が入り、社会的慣習や個人の自由に対する脅威として禁酒運動を攻撃した。禁酒運動家は州議会での法制化よりも早道として、直接民主主義すなわち住民投票による立法を支持した。北部では共和党が禁酒運動家の利益を代表し、一方民主党は少数民族の利益を代表していた。南部では、バプテストとメソジストが、民主党に禁酒法を支持するよう強制する役割を果たしていた。1914年以降、この問題はウッドロウ・ウィルソンの外交政策に対するドイツ系移民の反対という問題に移っていった。1919年禁酒を期待するアメリカ合衆国憲法修正第18条が批准された。しかし1920年代、禁酒法を骨抜きにする密造が関わる都市型犯罪が突然増加し、民主党は禁酒法撤廃に動いた。禁酒法は1933年になって撤廃された。

## 国際政策
アメリカ合衆国国務長官ジェイムズ・G・ブレインが1880年代に「ビッグ・ブラザー」方針を打ち出し、アメリカ合衆国の指導の下にラテンアメリカ諸国を糾合し、アメリカ合衆国貿易業者にラテンアメリカ諸国の市場を開放するよう訴えた。ブレインは1881年のジェームズ・ガーフィールド政権、および1889年から1892年のベンジャミン・ハリソン政権で国務長官を務めた。その政策の一環として、1889年にパン＝アメリカ会議の第1回を企画し、その議長を務めた。1898年の米西戦争でカリブ海や太平洋におけるスペイン帝国の影響力が終わり、1898年パリ条約によって、それまでスペイン領植民地だったプエルトリコやフィリピンとグアムがアメリカ合衆国の支配下に入った。またキューバの独立過程もアメリカ合衆国がコントロールし、1902年に独立させた。
アメリカ合衆国は1900年の中国における義和団の乱鎮圧に参加し、メキシコ革命にも関わるようになった。
1901年にセオドア・ルーズベルトが大統領に就任し、パナマ運河支配の重要性を訴えて、1903年にはこれを支配下に納めた。ルーズベルト推論は厳密なアメリカ合衆国の孤立主義を退けており、アメリカ合衆国は国際規範を侵犯するようなラテンアメリカ諸国の事情を安定化させる権利があると主張した。この新しい方針にドル外交や棍棒外交が組み合わされ、アメリカ合衆国大統領がキューバ事情（1906年-1910年）、ニカラグア（1909年-1911年、1912年-1925年および1926年-1933年）、ハイチ（1915年-1934年）およびバナナ戦争と呼ばれたドミニカ共和国（1916年-1924年）に干渉することに正当性を与える時に引き合いに出された。
アメリカ合衆国は第一次世界大戦の終盤で世界の舞台にも現れた。ウッドロウ・ウィルソン大統領はヨーロッパでの平和を交渉で得ることに努めていたが、1917年前半にドイツがアメリカの船舶に対しても無差別潜水艦攻撃を始めると、議会に宣戦布告を要求した。ウィルソンは軍事は無視して外交と財務に注力した。国内では1917年に実質的な徴兵制を始め、自由借款で巨額の資金を上げ、富裕層には所得税を課し、軍需産業委員会を立ち上げ、労働組合の成長を奨励し、食料燃料制御法によって農業と食料生産を監督し、鉄道の統制を肩代わりし、左翼の反戦運動を抑圧した。アメリカ合衆国はヨーロッパ諸国と同様な戦争経済を実験した。1918年、ウィルソンは十四か条の平和原則を提案した。その中には公共外交、航行の自由、「貿易条件の平等」と経済障壁の撤去、植民地問題の公正解決、ロシア領全ての回復（新しいボルシェヴィキ体制がロシア内戦の間にその体制を固めようと努め、対抗する白軍は西側諸国に支援されていた）、フランスとベルギーの回復、ポーランドの独立などがあった。また特に国際平和機構創設がうたわれていた。これが国際連盟になった。
1917年、石井・ランシング協定によって日本との間に中国における門戸開放政策の維持を定め、日本の中国における特別の権益を認めた。ウォレン・ハーディング政権では海軍の削減を目指したワシントン海軍軍縮会議を開催した。
狂騒の20年代、国際舞台ではドイツによるフランスとイギリスに対する巨額賠償問題や様々な民族統一主義などが注目された。アメリカ合衆国はこの紛争には1924年のドーズ案と1929年のヤング案で調停者の役割を果たした。

### 一次史料
- Bryan, William Jennings. First Battle (1897), speeches from 1896 campaign.
- Ginger, Ray, ed. William Jennings Bryan; Selections (1967).
- LaFollette, Robert. Autobiography (1913)
- Roosevelt, Theodore. Autobiography (1913)
- Whicher, George F., ed. William Jennings Bryan and the Campaign of 1896 (1953), primary and secondary sources.